# Koryo-saram
- Population de Koryo-saram de plus de 20 000 personnes
- Population de Koryo-saram significative mais inférieure à 20 000 personnes
- Population coréenne s'identifiant en partie comme Koryo-saram (Sakhaline).

Koryo-saram (en russe : Корё сарам ; en hangeul : 고려사람) est le nom par lequel s'appellent les personnes d'origine coréenne présentes dans les anciens États soviétiques, d'abord dans l'Extrême-Orient russe au XIXe siècle, puis en Asie centrale où elles furent déportées dans les années 1930,.

## Étymologie
Koryo renvoie au royaume de Goryeo, État qui occupa la péninsule de Corée du début du Xe siècle à la fin du XIVe siècle ; saram signifie peuple. Le terme Koryo-in (고려인) est aussi utilisé en Corée pour les désigner.

## Histoire

### Installation dans le Primorié sous l'Empire russe

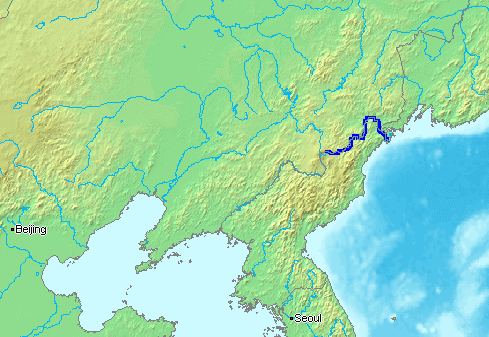
Localisation du fleuve Tumen : la Corée est au Sud de l'embouchure, le Primorié au Nord. La Chine n'a plus accès à la mer du Japon.

L'origine de leur présence remonte à des Coréens qui vivaient dans l'Extrême-Orient russe au XIXe siècle et au début du XXe siècle. En 1860, l'Empire russe fit reculer la dynastie Qing et s'étendit sur le Primorié. La frontière entre la Corée et la Russie fut définie en 1861, et revêtit immédiatement une haute importance stratégique, car elle coupait l'accès à la mer du Japon à la Chine. Des migrants coréens traversèrent alors le Tumen pour s'installer sur des terres vacantes du Primorié ; cette migration de Coréens se poursuivit jusqu'au début des années 1930, encouragée par le manque de terres en Corée, la tolérance des fonctionnaires russes et l'occupation de la Corée par le Japon en 1905. En 1917, environ cent mille Coréens vivaient en Russie ; ils représentaient le tiers de la population du Primorié (90 % de la population dans le district de Possiet). Les Coréens s'installèrent principalement dans le Kraï du Primorié, jusqu'à l'arrivée des colons russes. Une grande partie d'entre eux tentèrent d'obtenir la citoyenneté de l'Empire russe.

### Déportation sous Staline
Les Coréens furent les premiers à subir la déportation des peuples en URSS (voir Déportation des Coréens en Union soviétique).
En 1937, 172 000 Coréens furent déportés en Asie centrale, principalement en RSS kazakhe et en RSS ouzbèke sous prétexte d'espionnage pour le compte des Japonais. Avant la déportation, le Primorié comptait deux raions coréens et 77 conseils ruraux coréens, environ 400 écoles coréennes, des lycées techniques et des instituts coréens, un théâtre coréen, et un certain nombre de journaux édités en coréen.
Selon le recensement de 1959, 44,1 % des Coréens d'URSS vivaient en Ouzbékistan, 29,1 % en Russie et 23,6 % au Kazakhstan. Après la chute de l'URSS, les Koryo-sarams d'Asie centrale migrèrent en priorité vers la Russie et l'Ukraine.
En 1993, le Soviet suprême de la fédération de Russie décréta officiellement que les décisions prises en 1937 à l'encontre des Koryo-sarams étaient illégales et reconnut leur statut de victimes de répressions politiques.

## Répartition
Environ 500 000 personnes d'origine coréenne vivent sur le territoire de l'ancienne Union soviétique, principalement en Asie centrale⁣⁣, mais aussi dans le sud de la Russie (autour de Volgograd), dans le Caucase et dans le sud de l'Ukraine.
Une communauté de Koryo-sarams existait au Tadjikistan à la chute de l'URSS mais semble ne plus être significative de nos jours.

## Langue
Leur langue est le koryo-mar (en), dérivé du dialecte de Hamgyong, aujourd'hui en Corée du Nord. C'est une langue orale sans enseignement officiel. En 1995, 85 % des Koryo-sarams parlaient le russe et en 1990, le dernier journal publié en coréen ne comptait qu'une centaine d'abonnés.

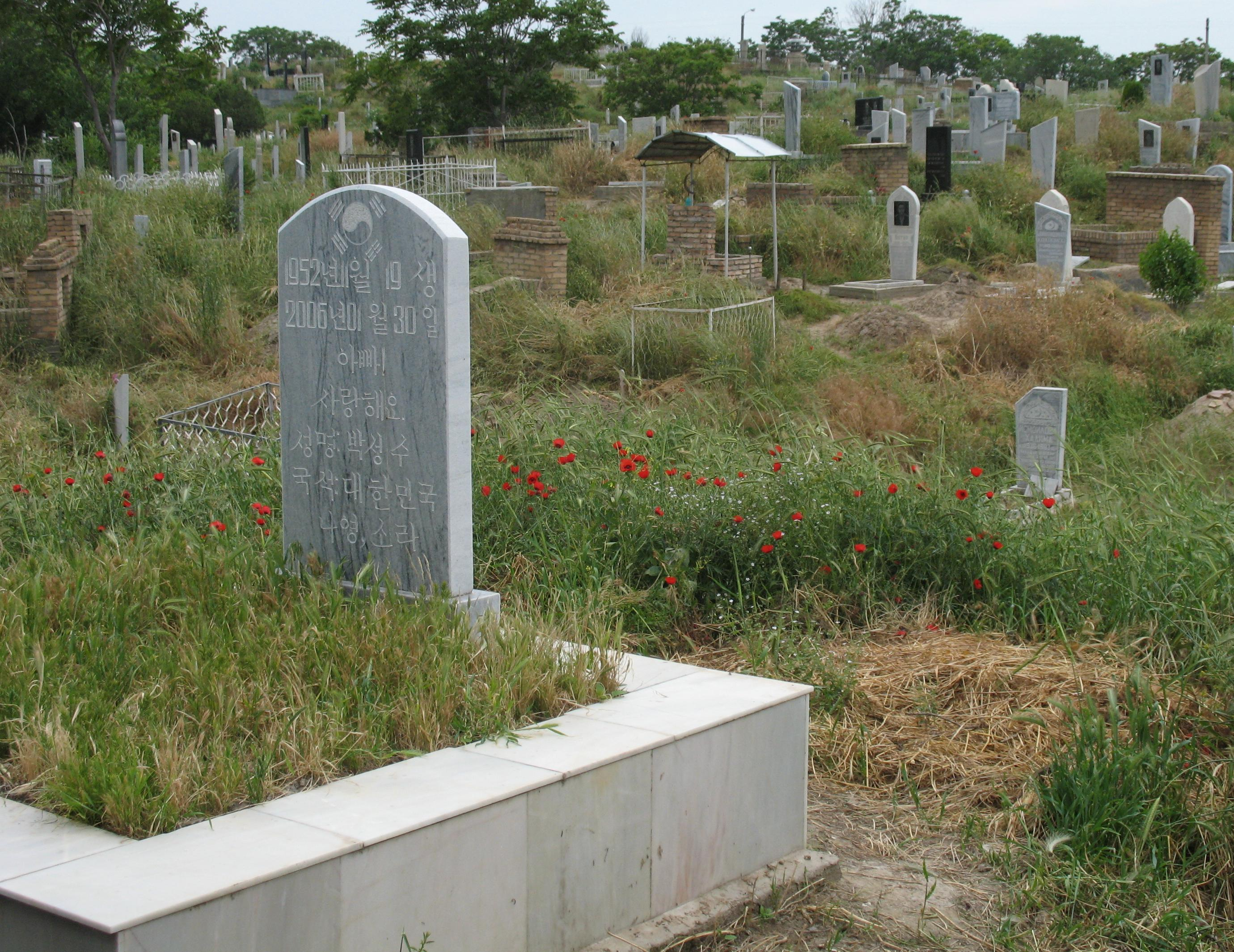
Tombe koryo-saram à Samarcande, en Ouzbékistan
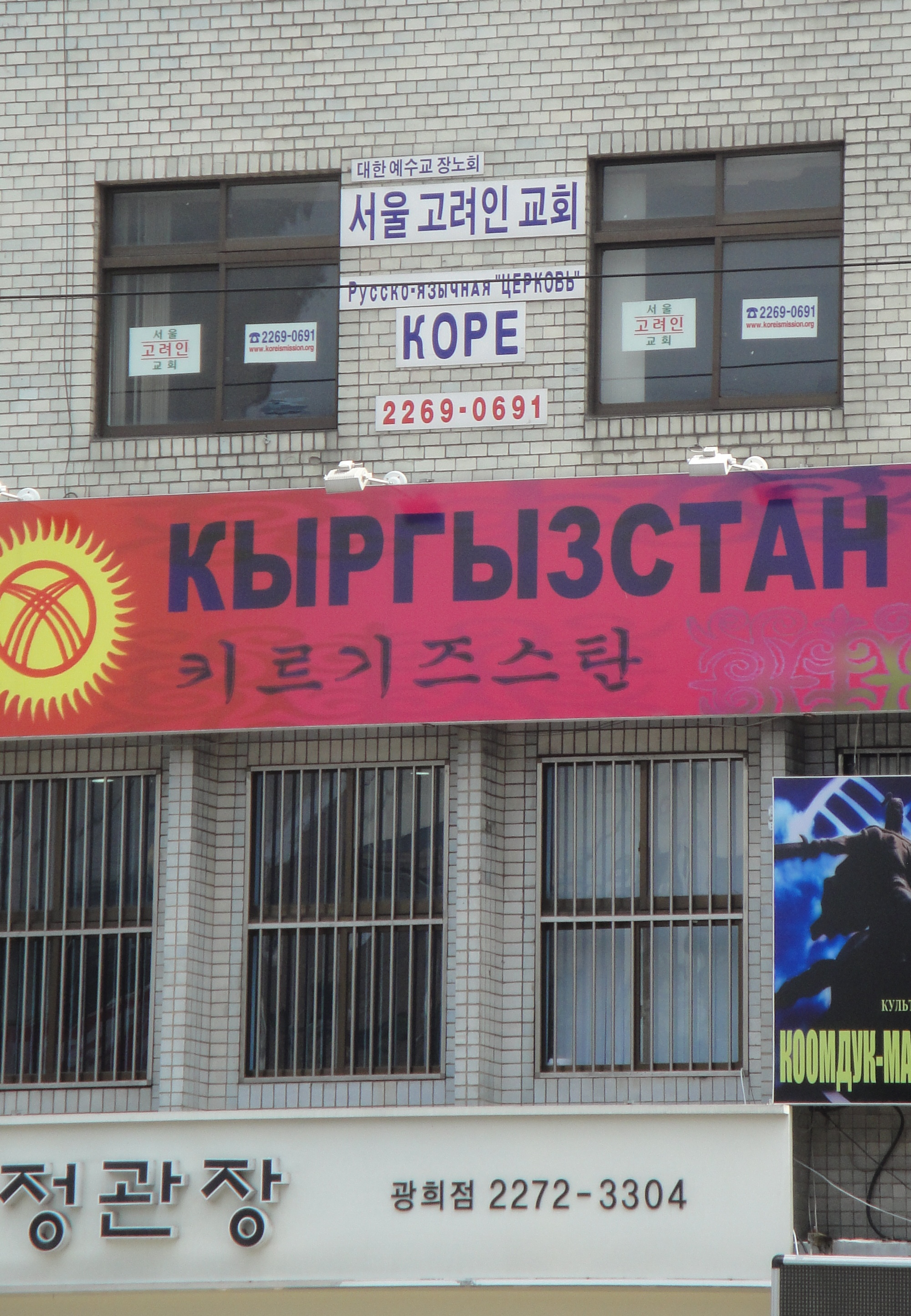
Restaurant Kirghiz et église presbytérienne koryo-saram à Séoul
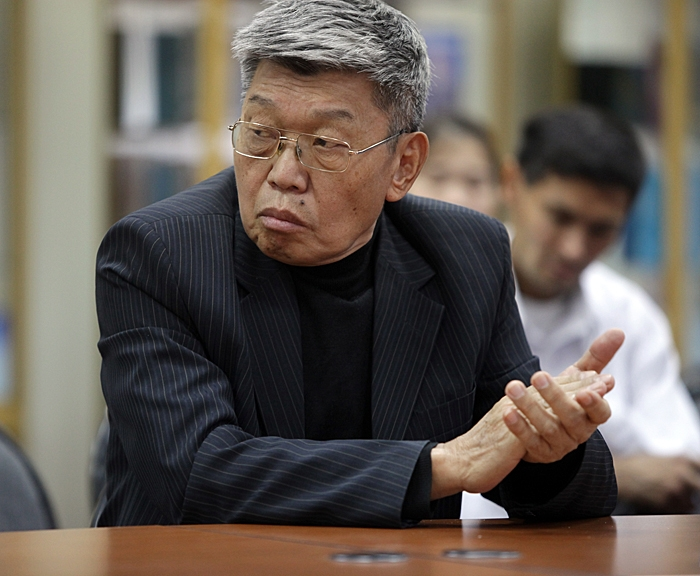
Lavrenti Son, dramaturge, l'un des rares à avoir écrit en Koryo-mar (en)

## Coréens de Sakhaline
Il y a aussi une communauté coréenne sur l'île Sakhaline, et au sein de cette communauté, tous ne revendiquent pas l'identité Koryo-saram. À la différence de la communauté coréenne présente sur le continent, elle tire son origine de personnes venues du Gyeongsang et de la Jeolla dans les années 1930 et 1940 dans le cadre d'une politique de travail forcé mise en œuvre par le Japon pour exploiter des mines de charbon.

## Gastronomie

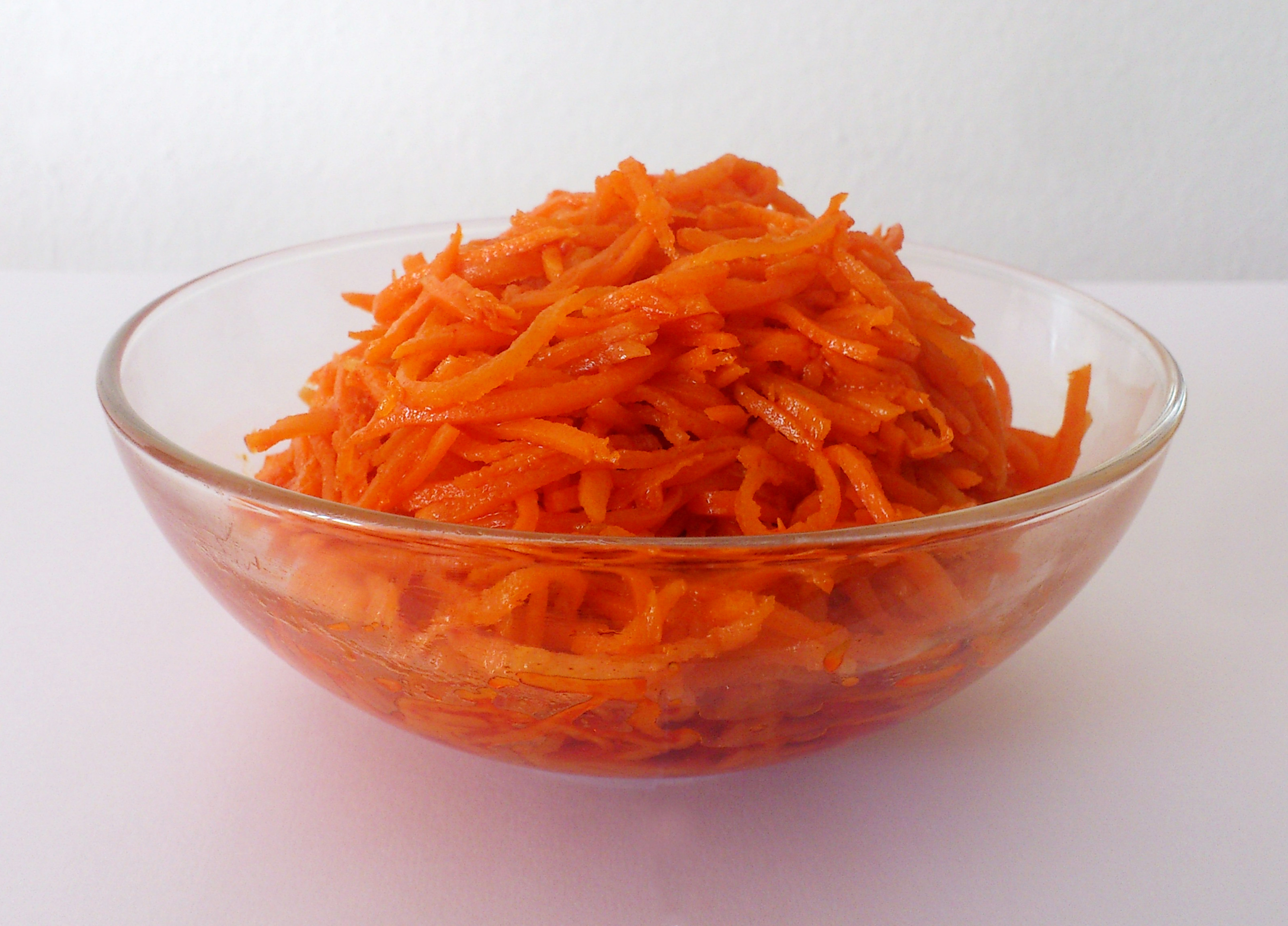
Carottes à la coréenne (en), un plat typique koryo-saram.

La gastronomie traditionnelle koryo-sarame (voir cuisine koryo-sarame (ru)), bien qu'issue de la cuisine des régions du nord de la Corée, a connu des changements significatifs sous l'Empire russe et l'URSS, s'adaptant à la présence ou à l'absence de certains ingrédients. Il en résulte une série de plats qui n'ont pas leur équivalent dans la gastronomie de Corée du Nord ou du Sud. Un bon exemple en est les carottes à la coréenne (en) ; certains plats russes se préparent ou se consomment d'une manière différente par les Koryo-sarams : par exemple, ils ajoutent du riz au bortsch. De nos jours, les Koryo-sarams incluent souvent des éléments de gastronomie d'Asie centrale dans leur repas, comme le plov et les mantı, même s'ils n'y vivent plus.

## Quelques personnalités koryo-sarams

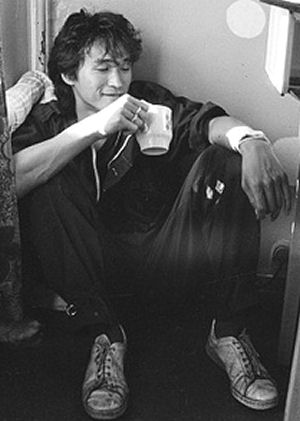
Viktor Tsoï, rockeur soviétique mort prématurément, avait un père koryo-saram.

- Tatiana Bakaltchouk (en) (1975-), femme d’affaires russe et première femme millionnaire de Russie
- Nikolaï Chine (1928-2006), peintre ouzbek, déporté pendant son enfance
- Valeri Kan (1968-), homme politique russe
- Aleksandra Kim (en) (1885-1918), activiste bolchevique, considérée comme la « première personne coréenne communiste »
- Anatoli Kim (1939-) écrivain, scénariste, dramaturge et traducteur soviétique puis russe
- Guennadi Kim (en) (1946-) guitariste, compositeur et chef d'orchestre kazakh
- Marina Kim (1983-), journaliste de télévision russe
- Nellie Kim (1957-), gymnaste biélorusse tadjike
- Vitali Kim (1981-), homme d'affaires et gouverneur de l'oblast de Mykolaïv à partir de 2020
- Yuli Kim (1936-) poète, auteur-compositeur pour le théâtre et le cinéma
- Oleksandr Sin (1961-), homme politique ukrainien, ancien maire de Zaporijjia
- Lavrenti Son (1941-), dramaturge, nouvelliste et producteur de cinéma kazakh
- Denis Ten (1993-2018), patineur artistique kazakh
- Viktor Tsoï (1962-1990), chanteur de rock soviétique
- Sergueï Tsoï (en) (1957-), journaliste, homme politique et dirigeant d'entreprise russe, mari d’Anita Tsoy
- Anita Tsoy (1971-), auteure-compositrice et chanteuse russe
- Pavlo Li (1988-2022), acteur, présentateur de télévision et soldat ukrainien